# 국립민족예술단
국립민족예술단(國立民族藝術團, State National Art Troupe)은 조선민주주의인민공화국의 대표적인 공연예술 단체이다. 1947년 평양예술단으로 창단되었고, 창극 작품들인 '심청전'과 '장화홍련전', 기타 전통 기악작품과 민요 등을 위주로 공연했다.
1972년에 평양예술극단으로 개칭되었고, 혁명가극 '밀림아 이야기하라'와 '금강산의 노래'를 상연했다. 1973년에 김일성훈장을 수여받았고, 1975년에 모란봉예술단으로 개칭했다. '밀림아 이야기하라'는 1979년에 공연 누적횟수 1000회를 달성했다.
1987년에 평양예술단으로 다시 개칭되었고, 이듬해 민족가극 '춘향전'을 초연했다. '춘향전'은 혁명가극의 계보를 잇는 새로운 유형의 가극으로 선전되었으며, 1989년의 평양축전과 1991년 일본 순회공연에서도 중심 레퍼토리로 상연되었다.
1992년에 현재의 명칭으로 바뀌었고, '춘향전' 외에도 민족가극들인 '심청전'과 '박씨부인전'을 상연했다. 1997년에는 민속무용조곡 '평양성 사람들' 을 발표, 이듬해에 청년중앙회관에서 장기 공연을 가지기도 했다.
일본과 중국 외에 여러 국가들에서 예술사절단으로 해외 공연을 했으며, 2001년 1월에는 대한민국의 춘향문화선양회가 주최한 남원시립국악단과의 합동 공연도 기획되었으나, 의견 차이로 무산되어 각기 별도로 공연했다.
민족가극과 민속무용조곡 외에 가야금병창, 민족기악중주, 민요중창, 민족무용 등을 공연하고 있으며 봉화예술극장을 주요 공연장으로 사용하고 있다. 단원 수는 북한 예술단 중 최대 인원인 480여 명이며, 주요 단원들로는 '춘향전'의 초연 지휘자 김원필과 '춘향전'에서 월매 역을 맡은 알토 렴길숙, 민요가수 전순옥, 안무가 백환영 등이 있다.